# Kwas

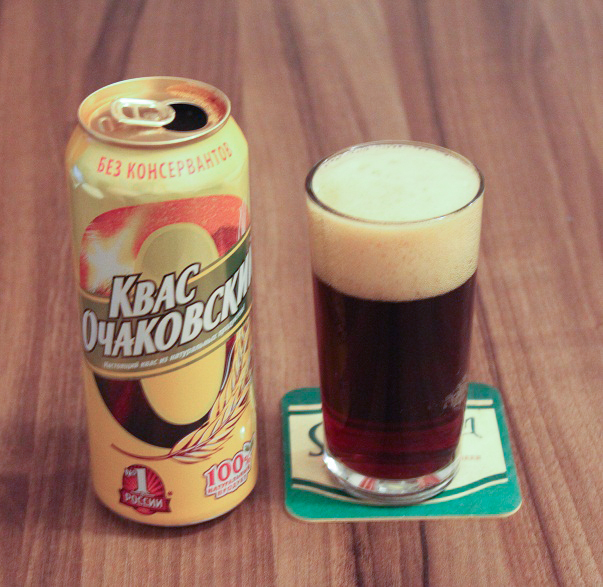
Kwas aus einer Getränkedose

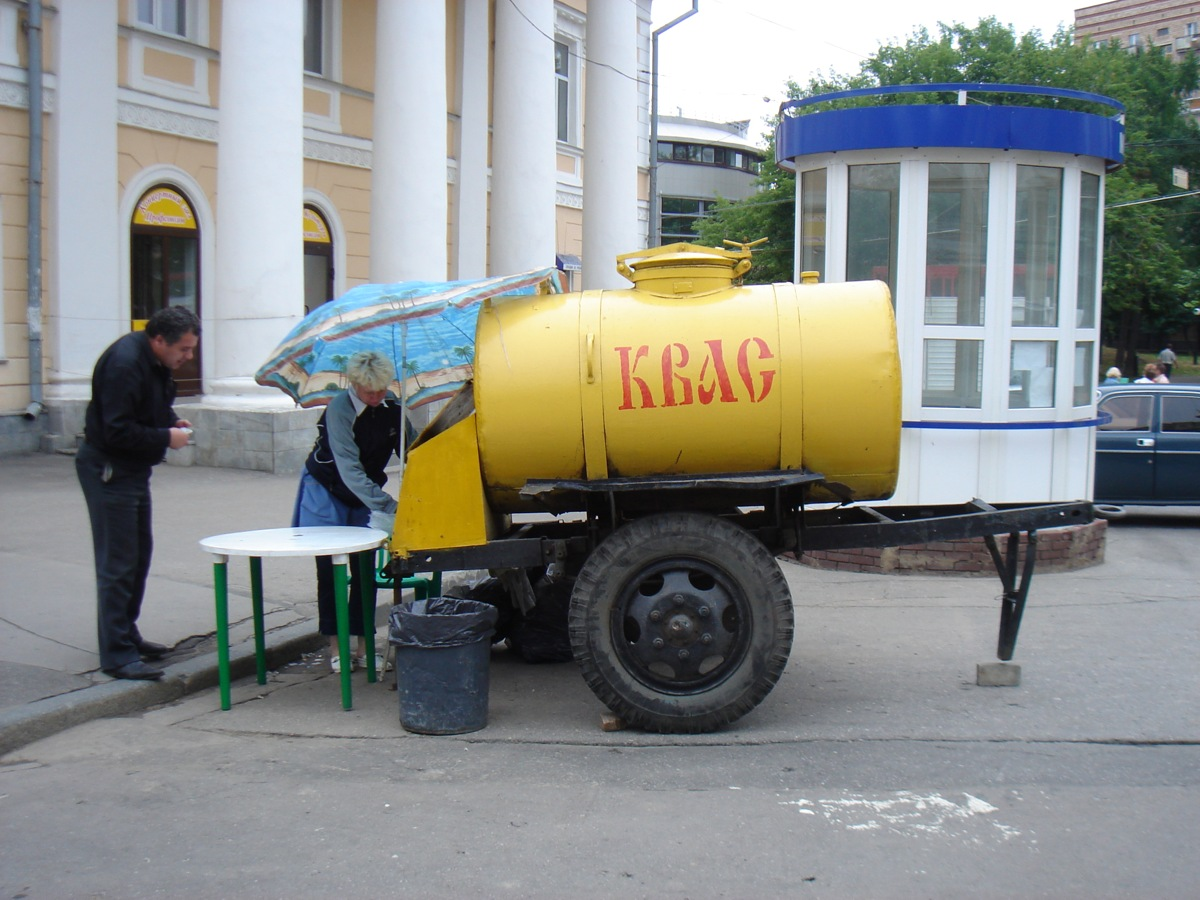
Kwas-Verkauf in Nischni Nowgorod

Kwas-Etikett der VEB Diamant-Brauerei Magdeburg

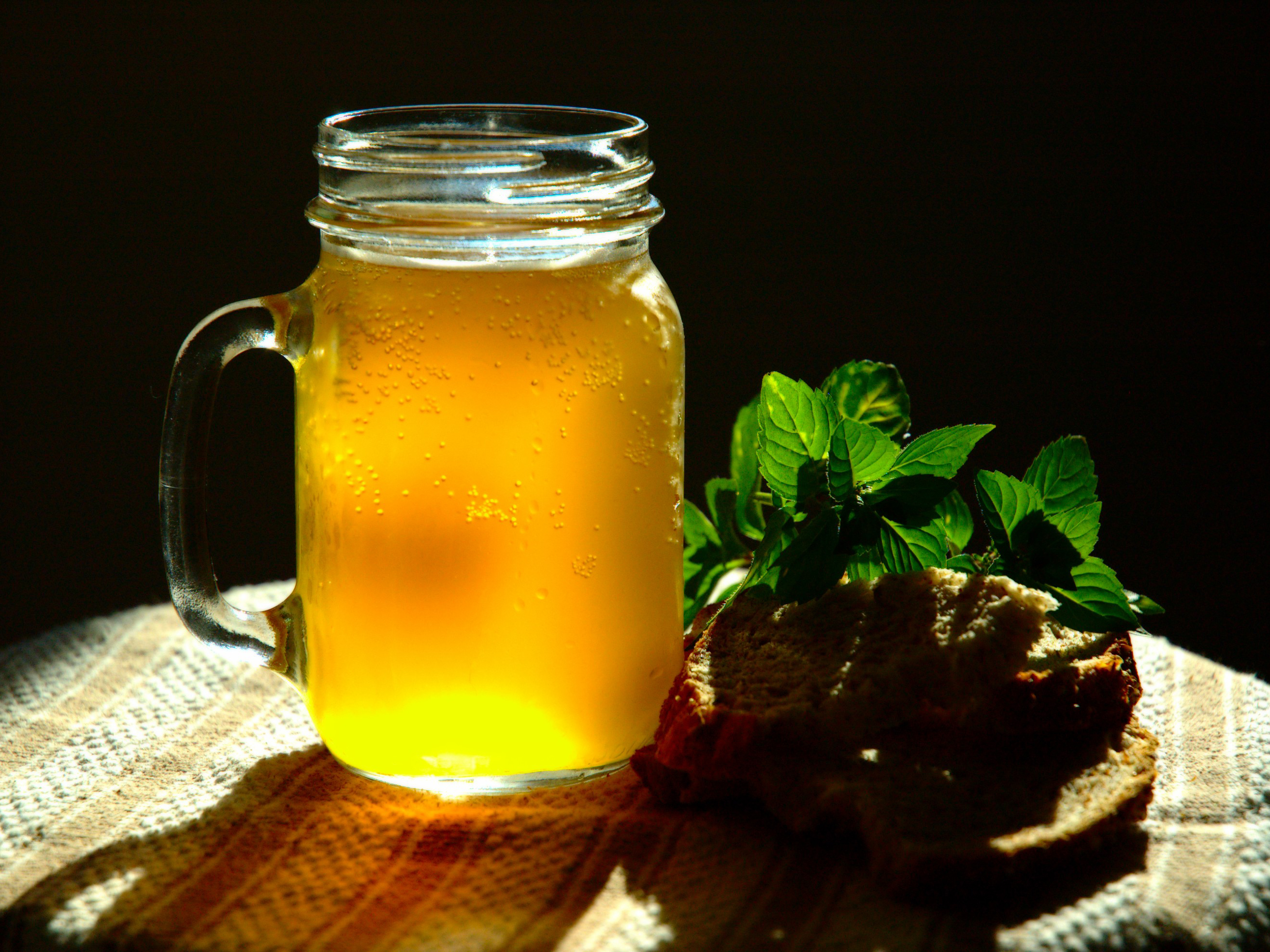
Kwas mit Minze

Kwas oder Kwass (veraltet auch Quas; russisch квас) ist ein Getränk aus dem ostslawisch- und teilweise auch südslawischsprachigen Raum, das durch Gärung aus Brot hergestellt wird. Kwas ist heute überwiegend in Russland, Belarus, Polen, der Ukraine, Moldau, Serbien, Montenegro, Estland, Lettland und Litauen verbreitet. Das Getränk hat inzwischen aber auch eine gewisse Bekanntheit in weiteren Ländern Europas und des Kaukasus erreicht. Obwohl meist aus Brot oder Zwieback hergestellt und deshalb auch unter dem Begriff Brotgetränk oder Brottrunk (eingetragene Marke) bekannt, gibt es auch andere Rezepturen, zum Beispiel Kwas aus Birnen, Beeren oder anderen Früchten.

## Etymologie
Das Wort Kwas wurde erstmals urkundlich im Jahr 989 erwähnt und bedeutet so viel wie „saurer Trank“ oder „Gegorenes“, da Kwas einen leicht säuerlichen Geschmack hat. Etymologisch stammt es von derselben indogermanischen Wurzel wie das deutsche Wort Käse. Das russische Verb „kwasit'“ (квасить) bedeutet „säuern“, „einsäuern“.

## Eigenschaften
Farbe und Geschmack von Kwas sind mit Malzbier vergleichbar, allerdings ist Kwas nicht so süß. Er besitzt dafür einen leichten Zitronengeschmack, der an Radler erinnert. Der Geruch erinnert an frisches Brot. Er bildet beim Einschenken eine Schaumkrone. Kwas enthält in der Regel 0,05–1,2 Prozent Alkohol und hat, bedingt durch Milchsäurebakterien, eine verdauungsfördernde Wirkung. Der Milchsäuregehalt beträgt rund 0,18–0,48 Prozent.

## Verbreitung
Kwas wird im Sommer in vielen Teilen Russlands und der Ukraine auf der Straße aus gelb angestrichenen Tankwagen mit Aufschrift Квас verkauft. Industriell hergestellter, in Plastikflaschen abgefüllter Kwas ist in Russland weit verbreitet. Für den Export gibt es Halbliterdosen. Im Jahr 2007 wurden in Russland 860 Mio. Liter Kwas konsumiert.
Das Getränk ist auch in Polen, in den baltischen Staaten und im Kaukasus bekannt, in Litauen unter dem Namen (Duonos) Gira, in Lettland als Kvass, in Estland unter Kali und in Georgien wird das Getränk als Burachi (ბურახი) bezeichnet. In Deutschland nennt man Kwas manchmal Brotbier. Allerdings bezeichnet im Russischen Brotbier (хлебное пиво) Bier und nicht Kwas. In der DDR wurde Kwas in einigen Brauereien hergestellt, vorzugsweise von der Diamant-Brauerei in Magdeburg. In der alten Bundesrepublik unternahm Isenbeck Ende der 1960er Jahre einen aufwendigen Versuch, Kwas auf dem Markt zu etablieren.

## Herstellung
Zur Herstellung von Kwas benötigt man altes Brot oder Malz, Roggenmehl (zu Hause auch Roggenbrot) sowie Kwas-Hefe oder Sauerteig. Um den Kohlensäuregehalt zu erhöhen, kann man zusätzlich Zucker beziehungsweise Melasse beimengen. Je nach Kwas-Sorte werden außerdem Aromastoffe wie Minze, Johannisbeere, Rosinen und vieles mehr bei der Erzeugung verwendet. Bei der Hausherstellung kann es durch unsaubere Führung beim Gärprozess leicht zu einer Fehlgärung kommen.
Es gibt zur Kwas-Herstellung Instantpulver und flüssige Kwaskonzentrate, die mit Wasser angerührt und ggf. noch mit Hefe versetzt werden. In Deutschland können solche Vorprodukte – genauso wie auch fertiger Kwas in Flaschen – in Läden erworben werden, die russische Produkte führen.